# Politikens filmjournal 047
|  | Denne artikel er oprettet af botten Steenthbot ud fra en ekstern database. Den kan derfor have sproglige fejl eller mangler. Denne skabelon kan fjernes efter kontrol af indholdet. |

Politikens filmjournal 047 er en dansk dokumentarfilm fra 1950.

## Handling
1) Viborg fejrer fem-dobbelt jubilæum. Kongeparret besøger byen. Friluftteater med El Greco-balletten.
2) Boksekamp i Berlin.
3) Pakkassevæddeløb i Stuttgart.
4) Sommerfest i Liseleje. June Richmond modtages af kong Neptun og køres gennem Liseleje til fodboldkamp mellem professionelle og lokale spillere.
5) Tømmerflådningskonkurrence i Finland.
6) Ny spiritistisk behændingskunst afsløres i Tyskland.